# Paraleptoneta spinimana
Paraleptoneta spinimana là một loài nhện trong họ Leptonetidae.
Loài này thuộc chi Paraleptoneta. Paraleptoneta spinimana được Eugène Simon miêu tả năm 1884.